# Ernst van der Pasch
Ernst Pieter Anton van der Pasch (Eindhoven, 31 mei 1974) is een Nederlands cabaretier. Daarnaast is hij een tijd lang werkzaam geweest als presentator van kinderprogramma Het Klokhuis.
Van der Pasch studeerde geneeskunde aan de Universiteit van Amsterdam. Zijn debuutprogramma Zakdoek vol verdriet leverde hem de persoonlijkheidsprijs op het Groninger Cabaret Festival en sindsdien heeft hij de programma's Schuren, Weg, Scherp blijven en Get a Life opgevoerd. Daarnaast maakte hij van de liedjes van zijn voorstellingen vier cd's en schrijft hij columns en reisverhalen.
Op 31 januari 2010 maakte Van der Pasch bekend na het einde van de tournee Laat niets van waarde achter voorlopig geen nieuwe cabaretvoorstelling te maken. Hij heeft besloten om na twaalf jaar zijn studieboeken weer op te pakken en zijn opleiding tot dokter af te maken. Daarnaast blijft hij op onregelmatige basis optreden als cabaretier en muzikant.
Hij rondde inmiddels zijn co-schappen af en werkte als arts in het St. Lucas Andreas Ziekenhuis en als Eerste Hulp arts op Sint Maarten. Daarna heeft hij de opleiding tot huisarts afgerond. Momenteel werkt hij als vaste huisarts in een praktijk te Amsterdam.

## Programma's
| Titel                                | Jaar |
| ------------------------------------ | ---- |
| Zakdoek vol Verdriet                 | 2000 |
| Schuren                              | 2001 |
| Weg                                  | 2003 |
| Scherp Blijven                       | 2005 |
| Prachtige Vermoedens Tour (met band) | 2006 |
| Get a Life                           | 2007 |
| Laat Niets van Waarde Achter         | 2009 |
| Beter!                               | 2013 |

## Discografie
| Titel                        | Jaar |
| ---------------------------- | ---- |
| Verdwalen                    | 2001 |
| Prachtige Vermoedens         | 2005 |
| Utrecht uit (altijd lastig)  | 2006 |
| Misschien Gebeurt Het Morgen | 2009 |